# Stefan Nagy
Stefan Nagy (Enköping, 31 juli 1951 - 23 juni 2016), was een Zweedse darter die meedeed bij de British Darts Organisation evenementen.

## Carrière
Bij de BDO World Professional Darts Championship 1992 werd Nagy verslagen door Rod Harrington met 3-0 in de eerste ronde. In 2002 versloeg Nagy, Gary Anderson in de eerste ronde, maar verloor hij in de tweede ronde van Wayne Mardle. In 2003 verloor Nagy in de eerste ronde van Andy Fordham.

## Ongeluk en overlijden
Nagy's laatste toernooi was de Finse Open in 2006. Vervolgens kreeg hij een ongeluk met een elektrische motorfiets in de zomer van 2006, waarbij hij zijn nek brak en zes maanden verlamd was. Daarna heeft hij alles gedaan om te herstellen, maar hij zou nooit meer in staat zijn om opnieuw te darten vanwege zijn handicap. Nagy overleed aan kanker op 64-jarige leeftijd.

## Resultaten op Wereldkampioenschappen

### BDO
- 1992: Laatste 32 (verloren van Rod Harrington met 0-3)
- 2002: Laatste 16 (verloren van Wayne Mardle met 1-3)
- 2003: Laatste 32 (verloren van Andy Fordham met 0-3)

### WDF
- 1989: Voorronde (verloren van Frans De Vooght met 1-4)
- 1993: Laatste 16 (verloren van Leo Laurens met 3-4)
- 1995: Laatste 64 (verloren van Masyusa Satoh met 2-4)
- 1997: Laatste 64 (verloren van Andy Fordham met 1-4)
- 2001: Kwartfinale (verloren van Martin Adams met 1-4)
- 2003: Laatste 128 (verloren van Norm Tremblay met 0-4)